# Тойота Стедіум (Фріско)
«Тойота Стедіум» (англ. Toyota Stadium) — футбольний стадіон у місті Фриско, Техас, США, домашня арена ФК «Даллас».
Стадіон побудований протягом 2004—2005 років та відкритий 18 лютого 2005 року. З часу відкриття носив такі назви: «Фриско Сокер & Інтертеймент Комплекс» (2004–2005), «Піцца Хат Парк» (2005–2012), пов'язану із укладеною комерційною угодою з однойменною компанією, «ФК «Даллас» Стедіум» (2012–2013). З 2013 року арена має назву «Тойота Стедіум», яка пов'язана зі спонсорським контрактом з японською компанією «Toyota». Навколо стадіону розташовано 17 футбольних майданчиків, разом з якими арена входить до Національного футбольного залу слави.
У 2016 році здійснено реконструкцію арени, в результаті якої було збудовано спортивно-розважальний центр та оновлено стадіонну інфраструктуру.
Стадіон приймав матчі в рамках Золотого кубка КОНКАКАФ 2017 року.